# Pontiturboella rufostrigata
Pontiturboella rufostrigata is een slakkensoort uit de familie van de Rissoidae. De wetenschappelijke naam van de soort is voor het eerst geldig gepubliceerd in 1916 door Hesse.